# Момменайм
Момменайм (фр. Mommenheim) — коммуна на северо-востоке Франции в регионе Гранд-Эст (бывший Эльзас — Шампань — Арденны — Лотарингия), департамент Нижний Рейн, округ Агно-Висамбур, кантон Брюмат.
Площадь коммуны — 8,16 км², население — 1803 человека (2006) с тенденцией к стабилизации: 1775 человек (2013), плотность населения — 217,5 чел/км².

## Население
Население коммуны в 2011 году составляло 1772 человека, в 2012 году — 1765 человек, а в 2013-м — 1775 человек.
| 1962 | 1968 | 1975 | 1982 | 1990 | 1999 | 2006 | 2008 | 2011 | 2012 | 2013 |
| ---- | ---- | ---- | ---- | ---- | ---- | ---- | ---- | ---- | ---- | ---- |
| 1315 | 1410 | 1602 | 1621 | 1702 | 1751 | 1803 | 1806 | 1772 | 1765 | 1775 |

Динамика населения:

## Экономика
В 2010 году из 1142 человек трудоспособного возраста (от 15 до 64 лет) 895 были экономически активными, 247 — неактивными (показатель активности 78,4 %, в 1999 году — 72,9 %). Из 895 активных трудоспособных жителей работал 841 человек (430 мужчин и 411 женщин), 54 числились безработными (32 мужчины и 22 женщины). Среди 247 трудоспособных неактивных граждан 82 были учениками либо студентами, 113 — пенсионерами, а ещё 52 — были неактивны в силу других причин.

## Достопримечательности (фотогалерея)

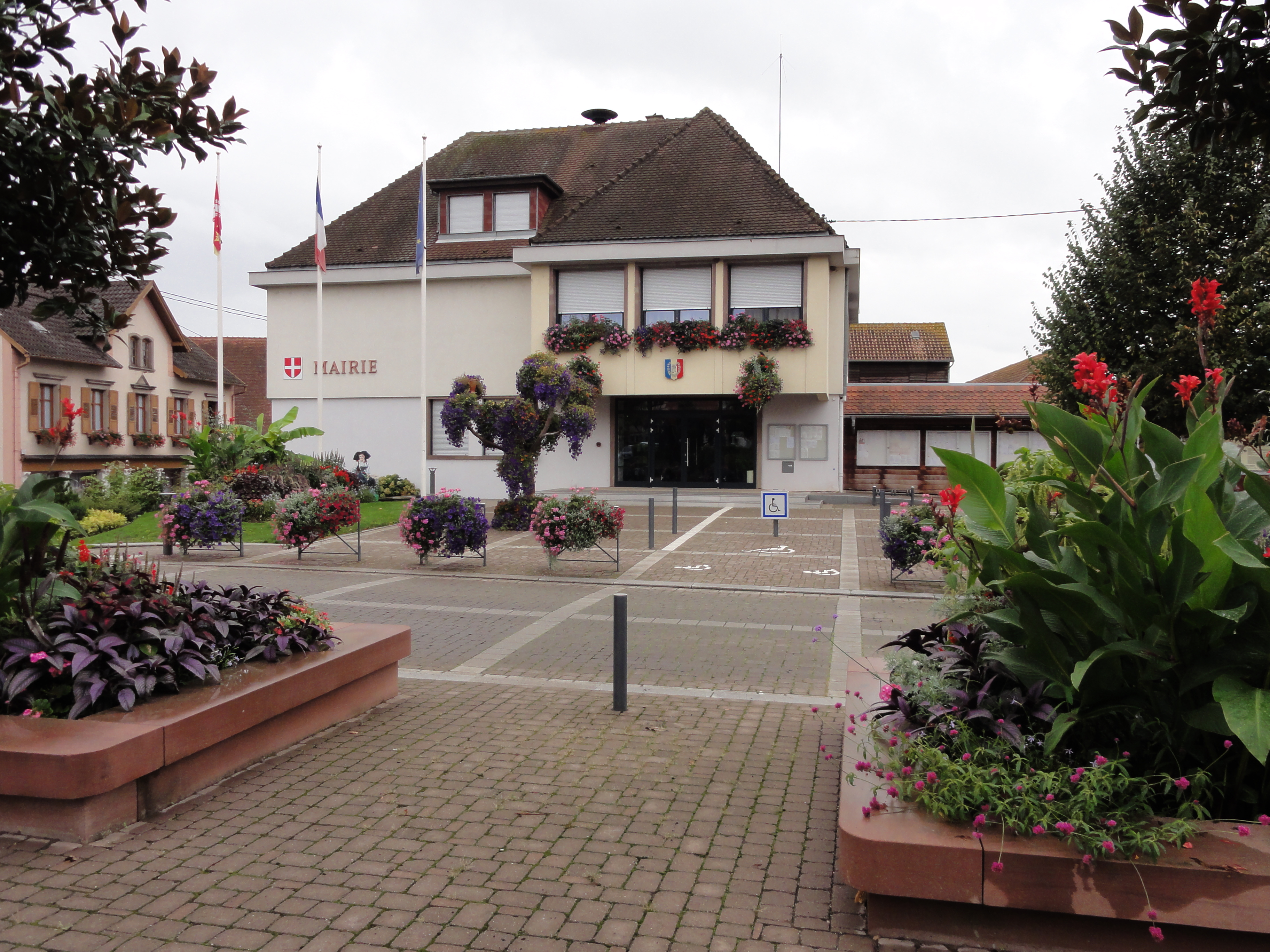
Здание мэрии
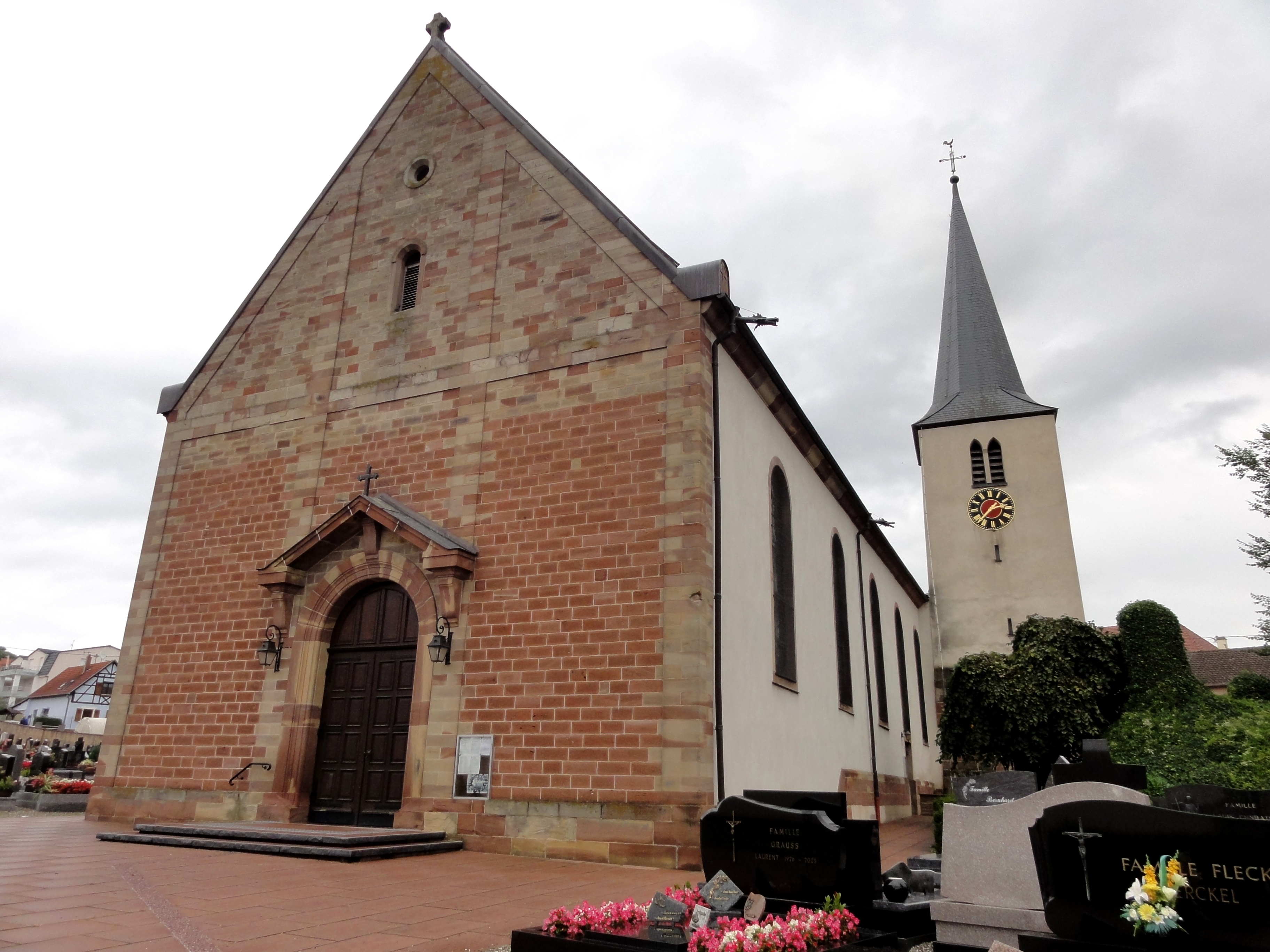
Церковь Сен-Мари
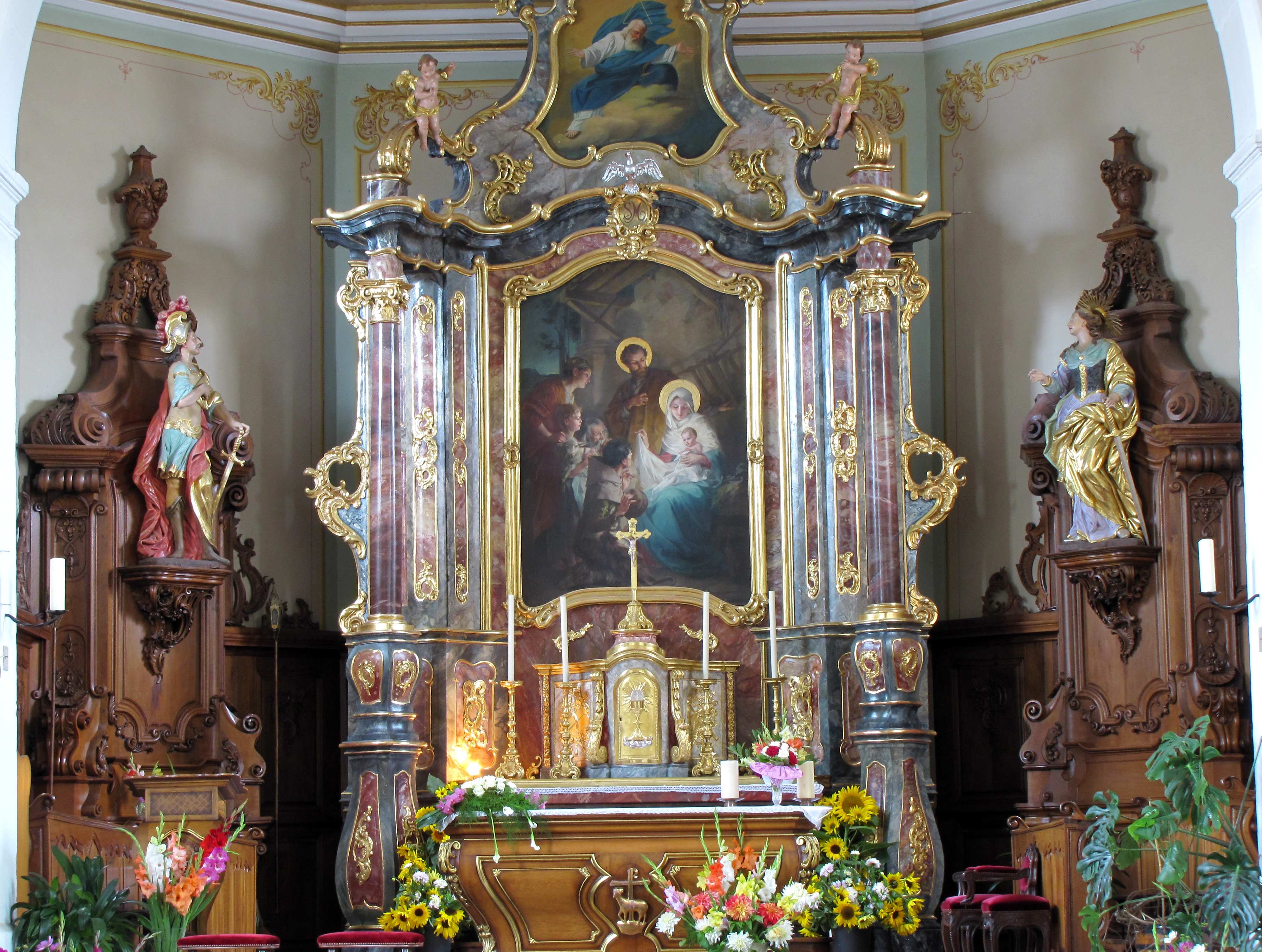
Главный алтарь
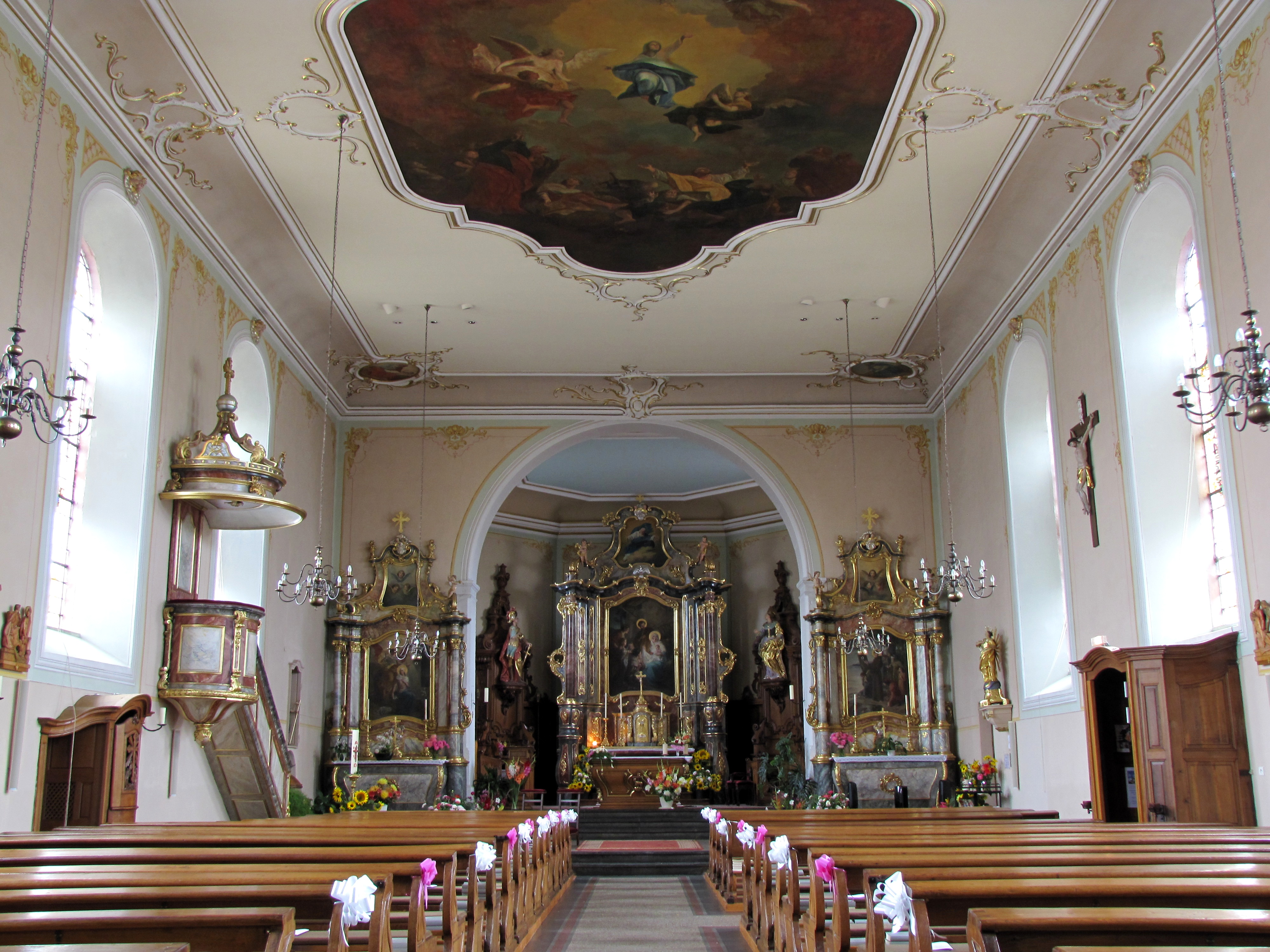
Интерьер, вид на алтарь
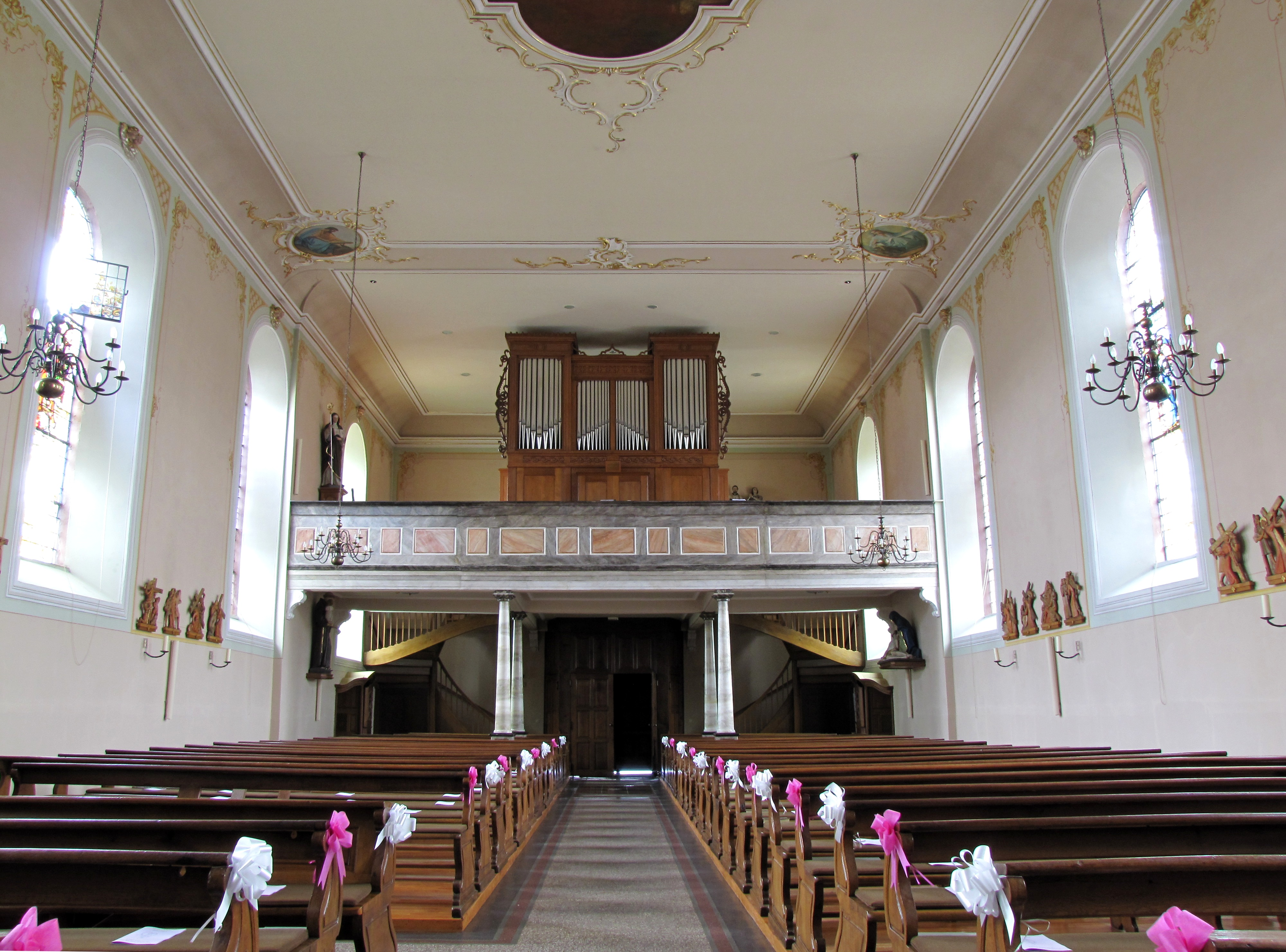
Интерьер, вид на орган